# Makhūl ibn Abī Muslim
Abū ʿAbdallāh Makhūl ibn Abī Muslim ad-Dimaschqī (arabisch ابو عبد الله مكحول بن ابي مسلم الدمشقي, DMG Abū ʿAbdallāh Makḥūl ibn Abī Muslim ad-Dimašqī; † zwischen 730 und 737) war ein bedeutender islamischer Rechtsgelehrter, Mufti und Traditionarier in Syrien während der Umayyadenzeit, der den Qadariten zugerechnet wird. Bei Ibn Hadschar al-ʿAsqalānī wird er als "Imam der Leute Syriens" bezeichnet. Der Rechtsgelehrte Saʿīd ibn ʿAbd al-ʿAzīz (st. 783) hielt ihn für einen der vier wichtigsten Gelehrten während des Kalifats von Hischām ibn ʿAbd al-Malik.

## Leben
Von seiner Herkunft hatte Makhūl eine prekäre soziale Stellung. Er stammte aus der Gegend von Kabul, das damals noch nicht unter islamischer Herrschaft stand, und war im Jahre 664 von den Truppen des arabischen Feldherrn ʿAbdallāh ibn ʿĀmir gefangen genommen worden. Die Namen, die für seinen Vater angegeben werden, Abū Muslim und ʿAbdallāh, sind typische Konvertitennamen, die als Lückenbüßer dienten, wenn der Name nicht bekannt war oder nicht genannt werden sollte. Später sagte man ihm eine vornehme iranische Herkunft nach und gab den Namen seines Vaters mit Schuhrāb an. Seine persische Herkunft hörte man ihm lebenslang an, denn er konnte mehrere arabische Phoneme nicht aussprechen, so zum Beispiel auch nicht das Qāf.
Makhūl war zunächst Sklave des Saʿīd ibn al-ʿĀs, der unter Muʿāwiya I. Statthalter von Medina war. Dieser schenkte ihn einer Frau aus dem Stamm Hudhail, die in Ägypten lebte. Sie ließ ihn zu unbekanntem Zeitpunkt frei. Später behauptete Makhūl von sich, alles Wissen in Ägypten und Medina in sich aufgenommen zu haben. Er überlieferte von Aischa bint Abi Bakr, Abū Huraira und Ubaiy ibn Kaʿb. Über Kufa, wo er noch andere Traditionarier hörte, reiste er nach Damaskus weiter. Hier baute er schnell einen Schülerkreis um sich auf. Zu denjenigen, die sein Lehrsitzungen besuchten, gehörten nicht nur später bekannte Autoritäten wie al-Auzāʿī und Ibn Ishāq, sondern auch verschiedene Angehörige des Umayyadenhauses. In verschiedenen Quellen wird berichtet, dass Makhūl an Kriegszügen gegen die Byzantiner teilnahm. Muhammad ibn Saʿd berichtet, dass er eine Pension (ʿaṭāʾ) aus dem Diwan erhielt, allerdings soll er dieses Geld gleich wieder in den Dschihad gesteckt haben.
Makhūls eigentliche Disziplin war die Jurisprudenz. Hierzu soll er auch Bücher verfasst haben. Ibn an-Nadīm führt von ihm ein Kitāb as-Sunan fī l-fiqh und ein Werk mit dem Titel al-Masāʾil fī l-fiqh an. Bei seinen Gutachten stützte er sich hauptsächlich auf Ra'y. Wenn er Gutachten erteilte, soll er gesagt haben: "Es gibt keine Macht noch Stärke außer bei Gott. Das ist meine Meinung (raʾy). Und die Meinung geht fehl oder trifft das Richtige."
Makhūl fiel immer wieder durch unangepasstes Verhalten auf. So soll er in einem Brief an den Statthalter von Baalbek die einleitende Hamdala mit einer hochmütigen Formel erweitert haben: "Lob sei Gott, der Makhūl erhöht hat." Andererseits werden ihm verschiedene zeitkritische Äußerungen zugeschrieben, so zum Beispiel die Aussage: "Die Umma wird nur immer elender werden und die Machthaber immer gröber". Desgleichen soll Makhūl auch einige Quraisch gegen sich aufgebracht haben. Sie stießen sich an verschiedenen herrschaftskritischen Hadithen, die er verbreitete.

## Positionierung zur Qadar-Frage
Makhūl soll sich auch gegen prädestinatianische Formeln zur Rechtfertigung von Missetaten der politischen Machthaber gewandt haben. In einer öffentlichen Versammlung äußerte er einmal die Meinung, dass nur das Gute dem Menschen von Gott zugemessen werde, das Schlechte – das ist hinzuzudenken – aber von ihm selbst komme. Mit dieser Bemerkung erregte er das Missfallen von Radschā' ibn Haiwa, einem Parteigänger und Höfling der Umayyaden. Er soll Makhūl verflucht und auch seinen Gruß nicht erwidert haben.
Zumindest zeitweise stand Makhūl in einem engen Verhältnis zu dem berüchtigten qadaritischen Oppositionellen Ghailān ad-Dimaschqī. Ähnlich wie bei al-Hasan al-Basrī gab es bei Makhūl allerdings einen Streit um die Frage seiner Zugehörigkeit zu den Qadariten. Während Muhammad ibn Saʿd und Ibn Qutaiba ihn klar dieser Gruppe zurechneten und muʿtazilitische Quellen ihn als einen der verehrungswürdigsten Qadariten einstuften, gab es in späteren sunnitischen Quellen die Tendenz, ihn vom "Makel" des Qadaritentums freizusprechen. Andere Autoren wie Ibn Challikān, Ibn Hadschar al-ʿAsqalānī und Ibn ʿAsākir teilen mit, Makhūl sei anfangs Qadarit gewesen, habe sich dann aber von dieser Lehre abgewandt. In mehreren Werken wird er mit antiqadaritischen Hadithen zitiert. Besonders über Ghailān soll er sich negativ geäußert haben, nachdem dieser mit seiner "Ketzerei" an die Öffentlichkeit trat.